# Sarcophyton mililatensis
Sarcophyton mililatensis är en korallart som beskrevs av Verseveldt och Tursch 1979. Sarcophyton mililatensis ingår i släktet Sarcophyton och familjen läderkoraller. Inga underarter finns listade i Catalogue of Life.